# Active Phased Array Radar (Thales)
Thales APAR (Thales Active Phased Array Radar) er en multifunktionsradar udviklet og produceret af Thales. Det er den første Active Electronically Scanned Array-radar der bliver brugt på et operationelt krigsskib.

## Data
APAR har fire faste (ikke roterende) radarsensorer, placeret på en pyramideformet mast. Hver sensor består af 3424 transceivermoduler der sender i X-båndet (8,0 – 12,0 GHz).
Radaren har følgende egenskaber:
- I stand til at holde op til 200 luftspor ud til 150 km.[1]
- I stand til at holde op til 150 overfladespor ud til 32 km.[1]
- "Horizon search" ud til 75 km[1]
- "Volume search" ud til 150 km.[1] (til at supplere SMART-L-radaren der er optimeret til længere afstande)
- Sammenholdt søgning (en tilstand hvor systemet sammenholder data med en anden sensor og dermed bliver mere præcis)
- Ildledelse for kanon[1]
- Ildledelse for SAM ved hjælp af Interrupted Continuous Wave Illumination (ICWI) teknikken, som tillader op til 32 guidede missiler i luften på et givent tidspunkt, og op til 16 i terminalfasen.[2]
- "Innovativ" ny ECCM[1]

Note: alle opgivne afstande er ca. afstande.

## Brugere
APAR er installeret på fire hollandske De Zeven Provinciën-klassen, 3 tyske Sachsen-klassen og de 3 danske fregatter af Iver Huitfeldt-klassen.

## Missilaffyringer
APAR er i stand til at guide forskellige missiler hen imod luftmål, dette gælder blandt andet Evolved Sea Sparrow missilet (ESSM) samt SM-2 Block IIIA missilet. I november 2003 omkring 200 sømil fra Azorerne, blev dette the guidesystem afprøvet med de første prøveaffyringer nogensinde hvor missilet blev guidet af APAR.. Testaffyringerne blev udført af Hr.Ms. De Zeven Provinciën (F802) og bestod af et enkelt ESSM samt et enkelt SM-2 Block IIIA missil. Disse affyringer var de første i verden i forbindelse med et fuldt operativt Active Electronically Scanned Array-system der guider missiler mod målet, ved hjælp af ICWI-teknikken i et ikke kontrolleret miljø.. Som beskrevet i Jane's Navy International:

Under sporings- og missilaffyrings testene, benyttede man de græskbyggede EADS/3Sigma Iris PVK underlydshastighedsdroner. [...] Ifølge den hollandske flåde, ... "APAR fik øjeblikkelig kontakt med missilet og fastholdte målet indtil det blev nedkæmpet". [...] Disse revolutionerende tests var verdens første operative demonstration af ICWI-teknikken.
I august 2004, foretog Deutsche Marine med FGS Sachsen (F219) en række missiltests ved Point Mugu missiltestområdet ud for Californiens kyst. Der blev affyret 11 ESSM og 10 SM-2 Block IIIA missiler. Testene inkluderede affyringer mod droner såsom Northrup Grumman BQM-74E Chukkar III samt Teledyne Ryan BQM-34S Firebee I. Derudover blev missilerne testet mod andre missiler såsom Beech AQM-37C og det luftaffyrede Kormoran 1 antiskibsmissil.
Yderligere affyringer blev foretaget af den hollandske fregat De Zeven Provinciën i marts 2005 samme sted vest for Azorerne. Testene resulterede i seks affyringer, et enkelt SM-2 Block IIIA missil imod et Iris flyvemål på lang afstand, et enkelt ESSM også mod et Iris flyvemål samt to dobbelte affyringer (første affyring bestod af to SM-2 Block IIIA missiler og den anden bestod af 2 ESSM) mod to Iris droner. Det langtrækkende SM-2 missil passerede sit mål over 100 km væk fra skibet i en afstand af ca 2 meter (missilets afstandsbestemte tændsats var blevet deaktiveret på grund af testen, men har en sprængningsradius der ville have destrueret målet).

## Koncept
APAR-systemet er typisk brugt sammen med Thales SMART-L-radaren. SMART-L er en langtrækkende Volume Search Radar (VSR) der er i stand til at spore luftmål ud til 400 kilometers afstand. Hele systemet er benævnt Anti Air Warfare Systemet, og er baseret på NATO Anti-Air Warfare (NAAWS) konceptet i slutningen af 1980'erne. Princippet bag konceptet er at en X-bånds MFR benyttet sammen med en L-bånds VSR (1,0-2,0 GHz). Dette giver den optimale kombination af en radar der er optimeret til at finde mål på store afstande og en MFR der er optimeret til spore mål på korte og mellemdistancer og guide missiler mod disse mål. Dermed får man en optimal dækning af både korte og lange afstande, samtidig med en radar der er i stand til både at spore og styre adskillelige missiler på en gang.